# کوکورون
کوکورون (به فرانسوی: Coucouron) یک کمون (فرانسه) در فرانسه است که در canton of Coucouron واقع شده‌است. کوکورون ۲۳٫۸۹ کیلومتر مربع مساحت دارد.